# Lady Scarface
Lady Scarface è un film del 1941 diretto da Frank Woodruff.